# Castellaro
Castellaro (ligur nyelven Kastelà vagy Castellâ) egy olasz község Liguria régióban, Imperia megyében

## Földrajz
Imperiától 20 km-re helyezkedik el. A vele szomszédos települések : Pietrabruna, Pompeiana, Riva Ligure és Taggia.

## Közlekedés
Megközelíthető az A10 autópályán, az Arma di Taggia lehajtóról.

## Fordítás
- Ez a szócikk részben vagy egészben  a   Castellaro című olasz Wikipédia-szócikk fordításán alapul.  Az eredeti cikk szerkesztőit annak laptörténete sorolja fel. Ez a jelzés csupán a megfogalmazás eredetét és a szerzői jogokat jelzi, nem szolgál a cikkben szereplő információk forrásmegjelöléseként.